# Сокіл (Саратов)
«Сокіл» (Саратов) (рос. «Сокол» Саратов) — російський футбольний клуб з міста Саратов. Станом на 1 липня 2016 року виступає у другому за силою дивізіоні російського футболу — першості ФНЛ. Переможець першої ліги 2000 року. У 2001—2002 роках виступав у Прем'єр-лізі.

## Історія клубу

#### Передісторія
Першими у футбол в Саратові стали грати студенти петербурзьких вищих навчальних закладів у 1907 році, незабаром футбол став швидко поширюватися серед учнів гімназій. У 1912 році в Саратові з'являються перші гуртки: в яхт-клубі, спортивному товаристві «Спорт», які проводили свої ігри на території саратовського іподрому, що знаходився до Жовтневого перевороту на тому місці, де натепер розміщений стадіон «Локомотив». «Спорт» також брав участь у всеросійських змаганнях, та був членом Всеросійського футбольного союзу. Помітною в місті була також команда «Гігант». Цікавим фактом є те, що у 1916 році першість міста виграла команда «Сокіл» із однойменного спортивного товариства, створена у 1913 році. Після Лютневої революції 1917 року, незважаючи на важкі економічні умови 20-х та 30-х років ХХ століття, у місті з'являється багато нових футбольних клубів, окрім «Спорту», «Сокола», «Яхт-клубу», а дореволюційні команди поступово припиняють своє існування.

### «Сокіл» у всесоюзних турнірах
Історію ФК «Сокіл» прийнято вести від саратовського «Динамо», першого представника Саратова на всесоюзному рівні. Існує кілька версій щодо дати його виникнення, найчастіше вказується 1946 рік, коли «Динамо» уперше взяло участь у чемпіонаті СРСР. Згідно іншої версії, відрахунок історії «Динамо» слід вести від 1937 року, коли саратовський клуб уперше брав участь у розіграші Кубку СРСР. Найранішою датою створення саратовської команди майстрів вважається 1930 рік — згідно першої згадки про «Динамо» у газетах. Після сезону 1949 року саратовський клуб був виключений із всесоюзних змагань, і лише у 1954 році, із знехтуванням спортивного принципу, саратовська команда була включена до третього дивізіону радянського футболу. Команду перевели у підпорядкування спортивного клубу заводу «Елмаш», і присвоїли назву відповідно до назви спортивного товариства працівників електротехнічної промисловості — «Енергія». У 1955 році команда посіла останнє місце в лізі, і вимушена була грати перехідні матчі з чемпіоном РРФСР — таганрозьким «Торпедо», у яких поступилася, і втратила місце у чемпіонаті СРСР. У 1957 році саратовська команда вже остаточно повернулась на всесоюзний рівень. Команду передали у підпорядкування Приволзькій залізниці, та перейменували на «Локомотив». Передача команди залізничному відомству значно прислужилась подальшому розвитку команди. У 1958 році саратовська команда зіграла товариський матч із московським «Локомотивом», який того року здобув Кубок СРСР, та перемогла 4-2. У 1962 році команду передали до спортивного товариства «Труд», і одночасно перейменували згідно назви товариства. Проте вже у кінці цього ж року команду передали на баланс спортивного товариства Саратовського електроагрегатного об'єднання, та перейменували згідно назви заводського спортивного клубу — «Сокіл». У 1965 році «Сокіл» переміг у своїй групі класу «Б», переміг у півфінальному турнірі, та вийшов до фінального турніру, в якому здобув право на участь у другій групі тогочасного класу «А». У розіграші Кубку СРСР 1966—1967 років саратовський клуб в 1/16 фіналу обіграв московський «Спартак» (перший матч завершився нічиєю 1-1, у повторному матчі «Сокіл» переміг 1-0), та дійшов до півфіналу розіграшу, в якому поступився іншій московській команді — «Динамо» з рахунком 0-4, яка у підсумку й здобула цього року почесний трофей.
У 80-х роках ХХ століття «Сокіл» був одним із лідерів поволзької зони другої ліги, та боровся за право представляти Поволжя у першій всесоюзній лізі.

### «Сокіл» у чемпіонатах Росії
Після розпаду СРСР для «Сокола» розпочався новий період у його історії. Команда відразу потрапила до Першої ліги, та постійно боролась за вихід до вищої ліги. Найбільшого успіху клуб досяг у сезоні 2000 року, коли клуб із Саратова виграв турнір першого дивізіону, та вийшов до вищої ліги.
Свій перший матч у вищій лізі чемпіонату Росії «Сокіл» зіграв 10 березня 2001 року із московським «Спартаком». Цей матч закінчився унічию 0-0, і таким чином, цей матч став першою нічиєю «Сокола», здобутою в гостях. Першу домашню перемогу в найвищому російському дивізіоні саратовський клуб отримав 17 березня 2001 року над волгоградським «Ротором» з рахунком 1-0. Переможний м'яч на 11-ій хвилині матчу забив Андрій Федьков, і цей гол також став першим для саратовського клубу у вищій лізі. Першу перемогу в гостях у вищій лізі «Сокіл» здобув у матчі з «Ростсільмашем» 31 березня з рахунком 2-1. На 19-й хвилині матчу ростовчанин Роман Адамов забив м'яч, який став першим голом саратовців, який вони пропустили в матчах на виїзді. У цьому сезоні «Сокіл» здобув високе, як для дебютанта, 8 місце у вищій лізі. У розіграші Кубку Росії надволзька команда зуміла дійти до півфіналу, обігравши на своєму шляху московський «Спартак», а у півфіналі поступилась іншій московській команді вищої ліги — «Локомотиву». Проте наступного сезону саратовський клуб зайняв останнє, 16-е місце, та повернувся назад до першої ліги.
За підсумками сезону 2003 року «Соколу» не вдалось повернутися до вищого дивізіону. Наступна спроба повернутись до вищого ешелону російського футболу також виявилась невдалою. Протягом майже всього сезону 2004 року саратовський клуб боровся за перше місце в лізі із грозненським «Тереком», проте на фініші сезону «Сокіл» раптово поступився другим рядком турнірної таблиці «Томі» з Томська, яка й вийшла до вищої ліги. Ця невдача стала причиною розпаду старого «Сокола». Майже весь сезон 2005 року саратовський клуб провів на останньому місці в першій лізі, та за підсумками року уперше за часів виступів у російській першості вилетів до другої ліги, а по закінченні сезону клуб взагалі був розформований.

### Новий «Сокіл»
Ще на початку сезону 2005 року уряд Саратовської області мав намір створити на місці «Сокола» нову футбольну команду в зв'язку із тим, що воно було незадоволене тим, як витрачаються бюджетні кошти клубом. який знаходився у приватній власності. Це призвело до того, що новий клуб почав формуватися лише після того, як попередній «Сокіл» закінчив виступи у першій лізі, та припинив існування. Новий клуб, якому дали назву «Сокіл-Саратов», заявився на початку 2006 року до Любительської ліги, зону Приволжя. Із обласного бюджету для функціонування нового клубу було виділено 15 мільйонів рублів, а основу клубу склали вихованці саратовського футболу, які на той час грали у інших командах першої та вищої ліг. Нове керівництво клубу отримало завдання за три роки повернути Саратову місце у першій лізі. Місцеві вболівальники з ентузіазмом сприйняли відродження саратовського клубу, і вже перший матч клубу в любительській лізі відвідали 4 тисячі прихильників, а середня відвідуваність матчів у новому сезоні склала близько 2000. Саратовський клуб виграв кубок Любительської ліги (зони Поволжя), а пізніше і зональний турнір ліги, що давало право на повернення професійного статусу клубові. У фінальному турнірі Любительської футбольної ліги «Сокіл» лише у вирішальному матчі за загальне перше місце поступився ФК «Батайськ». Отримавши право на професійний статус, керівники клубу швидко оформили всі документи, і на зустрічі з президентом російської Професійної Футбольної ліги Миколою Толстих завірили його, що історія із зникненням професійного клубу в Саратові більше не повториться.
Із 2007 року «Сокіл-Саратов» виступав у зоні «Урал-Поволжя» другого російського дивізіону. Незважаючи на очікування вболівальників, виступ команди у перших двох сезонах у другій лізі не був успішним, і саратовський клуб двічі поспіль займав лише 12 місце в турнірній таблиці другої ліги. Початок сезону 2009 року для «Сокола» відзначений вкрай нестабільними виступами, серії з яскравих перемог змінювалися поразками з великим рахунком. Ситуацію в клубі зумів покращити новий головний тренер команди Олексій Петрушин, але саратовська команда зуміла у підсумку піднятись лише на 11 місце в турнірній таблиці. Із 2010 року команда повернула собі історичну назву, та виступала у змаганнях як ПФК «Сокіл». У цьому сезоні в турнірі другої ліги саратовський клуб зайняв 5 місце з 14 учасників. У Кубку Росії «Сокіл» цього року здобув три перемоги, і вийшов до 1/32 фіналу, де поступився саранській «Мордовії». Із 2011 року саратовський клуб виступав у зоні «Центр» другої ліги. У 2012 році клуб очолив новий головний тренер Ігор Чугайнов, і під його керівництвом «Сокіл» знову вийшов до 1/32 фіналу розіграшу Кубку Росії, де поступився підмосковним «Хімкам», а у груповому турнірі другої ліги піднявся на третє місце. У сезоні 2013—2014 року «Сокіл» у розіграші Кубку Росії вийшов до 1/8 фіналу, у якому поступився московському ЦСКА, а у першості другої ліги саратовський клуб зайняв перше місце в групі «Центр», та повернувся до першої ліги. Після повернення до першої ліги клуб зайняв у сезоні 2014—2015 року 12 місце у лізі, а за підсумками сезону 2015—2016 року, вже під керівництвом нового головного тренера клубу Валерія Бурлаченка, піднявся на 9 місце в турнірній таблиці першої ліги.

## Попередні назви
- 1930—1953 — «Динамо»
- 1954—1955 — «Енергія»
- 1956—1961 — «Локомотив»
- 1962 — «Труд»
- 1962—1995 — «Сокіл»
- 1995—1997 — «Сокіл-ПЖД»
- 1998—2006 — «Сокіл»
- 2007—2009 — «Сокіл Саратов»
- з 2010 — «Сокіл»

## Стадіон

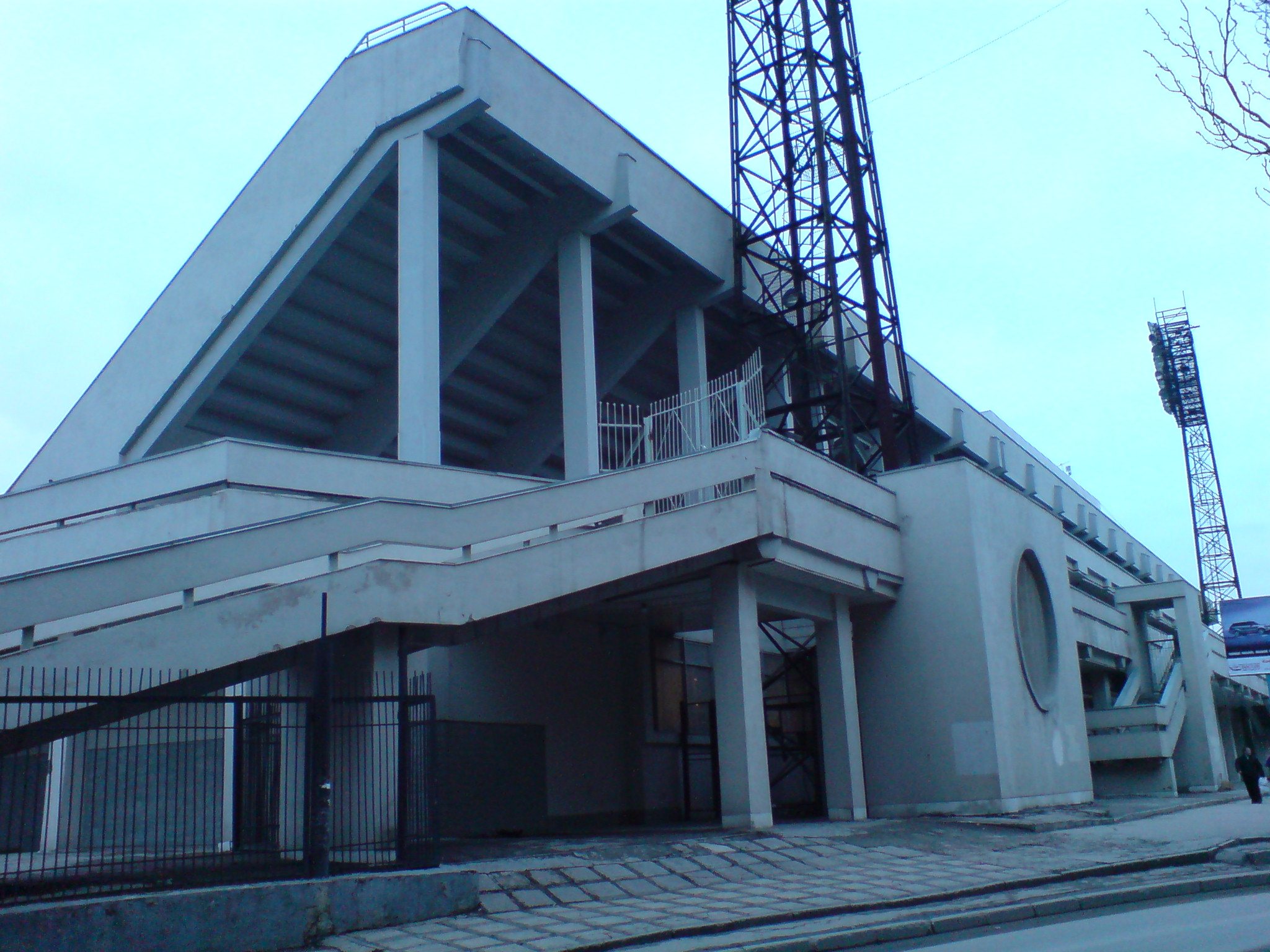
Східна трибуна стадіону «Локомотив»

«Сокіл» приймає суперників та тренується на стадіоні «Локомотив», який до 2010 року знаходився у власності ВАТ «Російські залізниці». У 2010 році стадіон викуплений та став власністю уряду Саратовської області за ціною 236,5 мільйонів рублів. Тоді ж на стадіоні було покладене штучне покриття останнього покоління з підігрівом, встановлено мале електронне табло (велике електронне табло функціонувало до 2006 року та було демонтоване), ВІП-ложа, коментаторські кабіни, прес-центр, мікст-зона, тенісний корт, майданчик для гри в городки. У приміщеннях стадіону також знаходиться і офіс футбольного клубу. Абсолютний рекорд відвідуваності стадіону зафіксовано у травні 1967 року в матчах 1/16 Кубку СРСР: на двох матчах із московським «Спартаком» були присутні по 35 тисяч глядачів. Після реконструкції стадіону, яка проводилась у 1997 році, та установки пластикових сидінь, стадіон вміщує 15500 глядачів.

### Інші стадіони

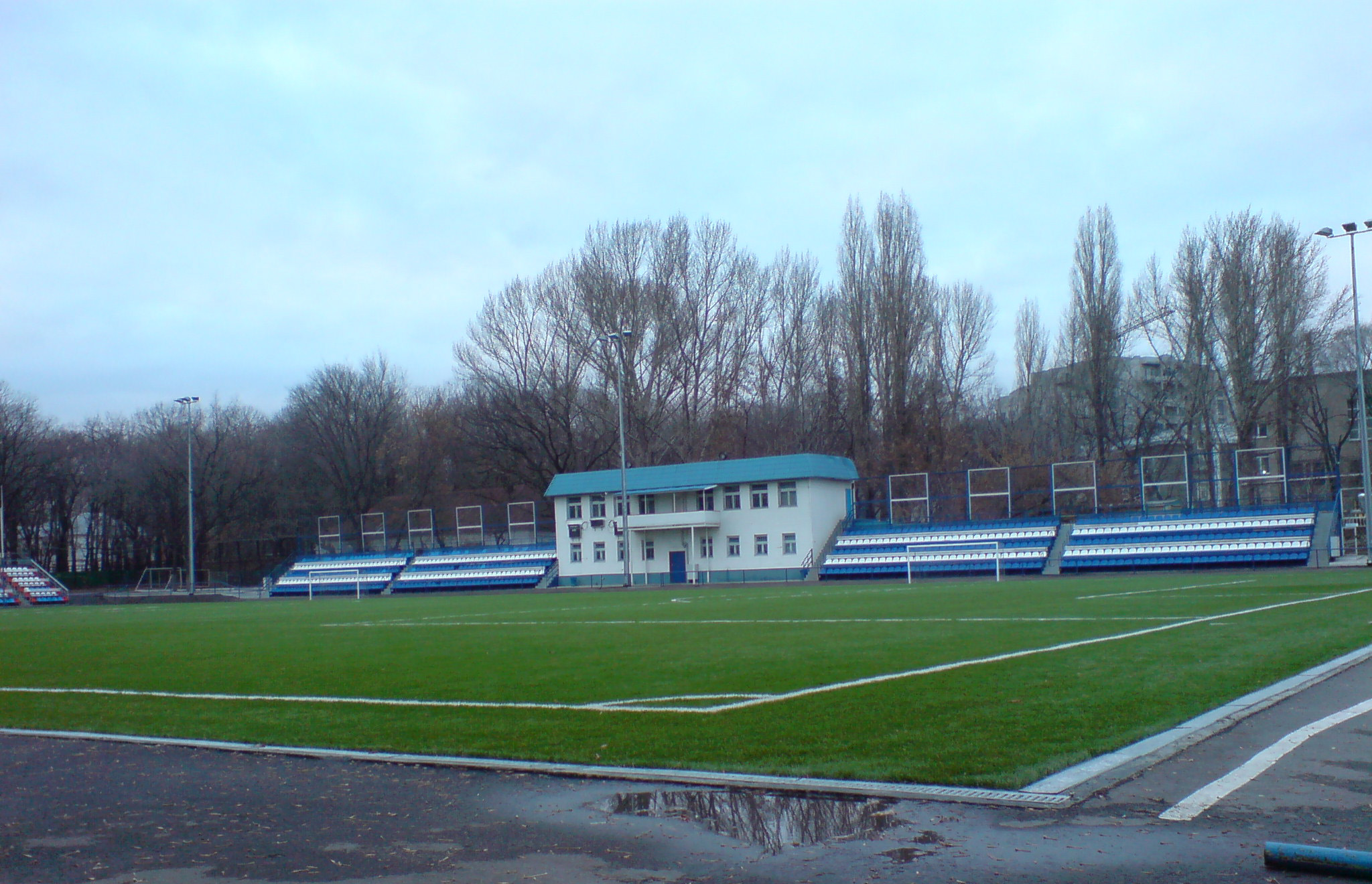
Стадіон «Темп»

Із 17 серпня 2008 року до 7 вересня 2010 року «Сокіл» приймав суперників на стадіоні «Темп», який одночасно був і тренувальною базою клубу. Після реконструкції у 2007 році за кошти приватних інвесторів на стадіоні «Темп» розстелений штучний газон останнього покоління з підігрівом, установлено також нове електронне табло. Місткість стадіону збільшилась до 1252 глядачів. На території стадіону також знаходиться міні-футбольний спортзал.

## Поточний склад команди
На липень 2016 року

| 16 | ВР | Росія | Артем Федоров        |  |  |  |  |  |
| 31 | ВР | Росія | Сергій Барсуков      |  |  |  |  |  |
| 35 | ВР | Росія | Володимир Сугробов   |  |  |  |  |  |
|    |    |       |                      |  |  |  |  |  |
| 3  | ЗХ | Росія | Артем Пасько         |  |  |  |  |  |
| 5  | ЗХ | Росія | Денис Магадієв       |  |  |  |  |  |
| 15 | ЗХ | Росія | Андрій Семенов       |  |  |  |  |  |
| 19 | ЗХ | Росія | Едуард Стуркі        |  |  |  |  |  |
| 21 | ЗХ | Росія | Антон Ходирєв        |  |  |  |  |  |
| 30 | ЗХ | Росія | Андрій Васянович     |  |  |  |  |  |
| 80 | ЗХ | Росія | Ігор Климов          |  |  |  |  |  |
|    |    |       |                      |  |  |  |  |  |
| 6  | ПЗ | Росія | Владислав Шпитальний |  |  |  |  |  |

| 7  | ПЗ | Росія | Руслан Паштов          |  |  |  |  |  |
| 8  | ПЗ | Росія | Олександр Мануковський |  |  |  |  |  |
| 9  | ПЗ | Росія | Артем Дудолєв          |  |  |  |  |  |
| 10 | ПЗ | Росія | Володимир Романенко    |  |  |  |  |  |
| 11 | ПЗ | Росія | Микола Дергачов        |  |  |  |  |  |
| 14 | ПЗ | Росія | Олександр Перченок     |  |  |  |  |  |
| 17 | ПЗ | Росія | Олексій Хрущов         |  |  |  |  |  |
| 75 | ПЗ | Росія | Олексій Бакланов       |  |  |  |  |  |
|    |    |       |                        |  |  |  |  |  |
| 88 | НП | Росія | Віталій Галиш          |  |  |  |  |  |
| 90 | НП | Росія | Олексій Домшинський    |  |  |  |  |  |

## Досягнення
- Найвище місце у Вищій лізі: 8-е (2001)
- Півфіналіст Кубку СРСР: 1966—1967
- Півфіналіст Кубку Росії: 2000—2001

## Статистика

### У чемпіонатах СРСР
Найвище досягнення: 1-е місце в зоні II ліги (1972, 1986). Срібний (1986) та бронзовий (1965) призер чемпіонатів РРФСР. Півфіналіст Кубку СРСР (1967).
Найбільше матчів за клуб у чемпіонатах СРСР провів Анатолій Асламов (близько 650).
Кращий бомбардир: Анатолій Асламов (116 м'ячів).
Найбільша перемога: 8:0 «Локомотив» (Оренбург) (1972).
Найбільша поразка: 0:7 «Спартак» (Вільнюс) (1954) і «Ротор» (Волгоград) (1980).

### У чемпіонатах Росії
Найвище досягнення — 1 місце у I лізі 2000 року, 8 місце у Вищій лізі 2001 року. Півфіналіст Кубку Росії (2001).
Найбільше матчів за клуб в Чемпіонатах Росії провів Леонід Маркевич (307 ігор).
Найбільше сезонів у команді провів В'ячеслав Звягін — 15 сезонів (з 1991 до 2005).
Кращий бомбардир у чемпіонатах Росії — Леонід Маркевич (97 м'ячів).
Кращий бомбардир у чемпіонатах Росії за сезон:
- перший дивізіон — Олег Терьохін (29 м'ячів у 1993)
- вищий дивізіон — Андрій Федьков (14 м'ячів у 2001).

найбільші перемоги в домашніх матчах:
- перший дивізіон — 8:0 «Зеніт» (Іжевськ) (1993) та «Спартак-Орєхово» (Орєхово-Зуєво) (1999).
- вищий дивізіон — 4:1 «Аланія» (Владикавказ). 19 травня 2001 року.

Найбільша перемога в гостьових матчах:
- вищий дивізіон — 3:1 «Чорноморець» (Новоросійськ). 27 жовтня 2001 року.

Найбільша поразка в домашніх матчах:
- вищий дивізіон — 0:4 «Торпедо» (Москва). 21 вересня 2002 року.

Найбільша поразка в гостьових матчах:
- вищий дивізіон — 2:6 «Торпедо» (Москва) (12 травня 2001 року) і 0:4 ЦСКА (Москва) (24 червня 2001 року).

### ПФК «Сокіл» в чемпіонатах Росії
Найбільша перемога:
- ЛФЛ, МФС «Приволжя» — 6:1 «Сарекс» Саранськ. 13 травня 2006 року.
- другий дивізіон — 10:0 «Юніт» Самара. 26 жовтня 2008 року.

Найбільша поразка:
- другий дивізіон — 8:1 «Газовик» (Оренбург). 10 жовтня 2010 року.

Найрезультативніша нічия:
- другий дивізіон — 4:4 «Салют» Бєлгород. 29 серпня 2011 року.

### Підсумки сезонів
| Рік                          | Турнір                                       | Місце                       | І                           | В                           | Н                           | П                           | РМ                          | О                           |
| Чемпіонати СРСР, 1946—1991.  | Чемпіонати СРСР, 1946—1991.                  | Чемпіонати СРСР, 1946—1991. | Чемпіонати СРСР, 1946—1991. | Чемпіонати СРСР, 1946—1991. | Чемпіонати СРСР, 1946—1991. | Чемпіонати СРСР, 1946—1991. | Чемпіонати СРСР, 1946—1991. | Чемпіонати СРСР, 1946—1991. |
| ---------------------------- | -------------------------------------------- | --------------------------- | --------------------------- | --------------------------- | --------------------------- | --------------------------- | --------------------------- | --------------------------- |
| 1946                         | Третя група СРСР, РРФСР, Нижньоволзька зона  | 1                           | 11                          | 6                           | 3                           | 2                           | 25‑9                        | 15                          |
| 1946                         | Третя група СРСР, РРФСР, Фінал               | 1                           | 1                           | 1                           | 0                           | 0                           | 2‑0                         | 2                           |
| 1946                         | Третя група СРСР, Фінал 2                    | 4                           | 4                           | 1                           | 0                           | 3                           | 3‑7                         | 2                           |
| 1947                         | Друга група СРСР, 1 зона РРФСР               | 2                           | 22                          | 12                          | 4                           | 6                           | 54‑41                       | 28                          |
| 1948                         | Друга група СРСР, 1 зона РРФСР               | 11                          | 26                          | 5                           | 7                           | 14                          | 37‑63                       | 17                          |
| 1949                         | Друга група СРСР, 3 зона РРФСР               | 11                          | 24                          | 6                           | 6                           | 12                          | 25‑48                       | 18                          |
| 1954                         | Клас «Б» СРСР, 2 зона                        | 8                           | 22                          | 8                           | 5                           | 9                           | 21‑30                       | 21                          |
| 1955                         | Клас «Б» СРСР, 2 зона                        | 16                          | 30                          | 4                           | 10                          | 16                          | 23‑45                       | 18                          |
| 1957                         | Клас «Б» СРСР, 1 зона                        | 11                          | 34                          | 13                          | 8                           | 13                          | 40‑43                       | 34                          |
| 1958                         | Клас «Б» СРСР, 1 зона                        | 7                           | 30                          | 13                          | 7                           | 10                          | 48‑39                       | 33                          |
| 1959                         | Клас «Б» СРСР, 1 зона                        | 8                           | 28                          | 8                           | 11                          | 9                           | 39‑32                       | 27                          |
| 1960                         | Клас «Б» СРСР, РРФСР, 2 зона                 | 8                           | 28                          | 11                          | 8                           | 9                           | 41‑35                       | 30                          |
| 1961                         | Клас «Б» СРСР, РРФСР, 3 зона                 | 2                           | 23                          | 14                          | 4                           | 5                           | 40‑20                       | 32                          |
| 1962                         | Клас «Б» СРСР, РРФСР, 2 зона                 | 5                           | 30                          | 13                          | 8                           | 9                           | 58‑41                       | 34                          |
| 1963                         | Клас «Б» СРСР, РРФСР, 3 зона                 | 1                           | 30                          | 17                          | 6                           | 7                           | 58‑33                       | 40                          |
| 1963                         | Клас «Б» СРСР, РРФСР, Півфінал Саратов       | 4                           | 4                           | 1                           | 2                           | 1                           | 3‑3                         | 4                           |
| 1964                         | Клас «Б» СРСР, РРФСР, 3 зона                 | 5                           | 30                          | 13                          | 8                           | 9                           | 42‑23                       | 34                          |
| 1965                         | Клас «Б» СРСР, РРФСР, 3 зона                 | 1                           | 38                          | 24                          | 12                          | 2                           | 63‑25                       | 60                          |
| 1965                         | Клас «Б» СРСР, РРФСР, Півфінал Саратов       | 1                           | 4                           | 2                           | 2                           | 0                           | 4‑1                         | 6                           |
| 1965                         | Клас «Б» СРСР, РРФСР, Фінал                  | 3                           | 3                           | 1                           | 0                           | 2                           | 5‑6                         | 2                           |
| 1966                         | Друга група «А» СРСР, 2 підгрупа             | 9                           | 34                          | 11                          | 11                          | 12                          | 25‑30                       | 33                          |
| 1967                         | Друга група «А» СРСР, 2 підгрупа             | 14                          | 38                          | 10                          | 15                          | 13                          | 33‑30                       | 35                          |
| 1968                         | Друга група «А» СРСР, 2 підгрупа             | 8                           | 40                          | 18                          | 12                          | 10                          | 59‑32                       | 48                          |
| 1969                         | Друга группа «А» СРСР, 2 підгрупа, 2 зона    | 3                           | 22                          | 12                          | 3                           | 7                           | 34‑21                       | 27                          |
| 1969                         | Друга група «А» СРСР, 2 підгрупа, 1‑12 места | 5                           | 34                          | 17                          | 7                           | 10                          | 50‑29                       | 41                          |
| 1970                         | Друга група «А» СРСР, 3 зона                 | 15                          | 42                          | 16                          | 5                           | 21                          | 47‑51                       | 37                          |
| 1971                         | Друга ліга СРСР, 3 зона                      | 18                          | 38                          | 10                          | 9                           | 19                          | 33‑50                       | 29                          |
| 1972                         | Друга ліга СРСР, 5 зона                      | 1                           | 32                          | 19                          | 9                           | 4                           | 66‑24                       | 47                          |
| 1972                         | Друга ліга СРСР, Фінал                       | 5                           | 5                           | 1                           | 1                           | 3                           | 6‑10                        | 3                           |
| 1973                         | Друга ліга СРСР, 5 зона                      | 6                           | 32                          | 14                          | 3                           | 15                          | 44‑38                       | 31                          |
| 1974                         | Друга ліга СРСР, 4 зона                      | 14                          | 40                          | 12                          | 12                          | 16                          | 48‑53                       | 36                          |
| 1975                         | Друга ліга СРСР, 4 зона                      | 2                           | 32                          | 18                          | 9                           | 5                           | 45‑20                       | 45                          |
| 1975                         | Друга ліга СРСР, Півфінал Махачкала          | 4                           | 5                           | 2                           | 1                           | 2                           | 5‑3                         | 5                           |
| 1976                         | Друга ліга СРСР, 4 зона                      | 4                           | 40                          | 23                          | 4                           | 13                          | 57‑40                       | 50                          |
| 1977                         | Друга ліга СРСР, 4 зона                      | 5                           | 42                          | 20                          | 8                           | 14                          | 73‑54                       | 48                          |
| 1978                         | Друга ліга СРСР, 3 зона                      | 5                           | 46                          | 20                          | 15                          | 11                          | 65‑39                       | 55                          |
| 1979                         | Друга ліга СРСР, 3 зона                      | 6                           | 48                          | 23                          | 11                          | 14                          | 71‑49                       | 57                          |
| 1980                         | Друга ліга СРСР, 3 зона                      | 17                          | 34                          | 9                           | 4                           | 21                          | 38‑64                       | 22                          |
| 1981                         | Друга ліга СРСР, 2 зона                      | 15                          | 32                          | 8                           | 9                           | 15                          | 42‑52                       | 25                          |
| 1982                         | Друга ліга СРСР, 3 зона                      | 6                           | 32                          | 13                          | 8                           | 11                          | 40‑41                       | 34                          |
| 1983                         | Друга ліга СРСР, 3 зона                      | 6                           | 30                          | 11                          | 10                          | 9                           | 34‑32                       | 32                          |
| 1984                         | Друга ліга СРСР, 3 зона                      | 13                          | 30                          | 8                           | 8                           | 14                          | 33‑47                       | 24                          |
| 1985                         | Друга ліга СРСР, 3 зона                      | 3                           | 30                          | 19                          | 4                           | 7                           | 79‑34                       | 42                          |
| 1986                         | Друга ліга СРСР, 3 зона                      | 1                           | 32                          | 20                          | 8                           | 4                           | 67‑28                       | 48                          |
| 1986                         | Друга ліга СРСР, Фінал В                     | 3                           | 4                           | 1                           | 0                           | 3                           | 8‑8                         | 2                           |
| 1987                         | Друга ліга СРСР, 3 зона                      | 2                           | 32                          | 19                          | 5                           | 8                           | 62‑34                       | 43                          |
| 1988                         | Друга ліга СРСР, 9 зона                      | 4                           | 30                          | 18                          | 5                           | 7                           | 65‑39                       | 41                          |
| 1989                         | Друга ліга СРСР, 1 зона                      | 2                           | 42                          | 25                          | 13                          | 4                           | 88‑33                       | 63                          |
| 1990                         | Друга ліга СРСР, Центр                       | 18                          | 42                          | 15                          | 9                           | 18                          | 53‑58                       | 39                          |
| 1991                         | Друга ліга СРСР, Центр                       | 8                           | 42                          | 19                          | 4                           | 19                          | 72‑74                       | 42                          |
| Кубки                        |                                              |                             |                             |                             |                             |                             |                             |                             |
| 1937                         | Кубок СРСР                                   | 1/64                        | 1                           | 0                           | 0                           | 1                           | 1‑9                         | 0                           |
| 1938                         | Кубок СРСР                                   | 1/32                        | 4                           | 2                           | 1                           | 1                           | 9‑5                         | 5                           |
| 1947                         | Кубок СРСР                                   | 1/128                       | 1                           | 0                           | 0                           | 1                           | 1‑2                         | 0                           |
| 1949                         | Кубок СРСР                                   | 1/64                        | 3                           | 1                           | 1                           | 1                           | 3‑3                         | 3                           |
| 1954                         | Кубок СРСР                                   | 1/32                        | 1                           | 0                           | 0                           | 1                           | 1‑2                         | 0                           |
| 1955                         | Кубок СРСР                                   | 1/32                        | 2                           | 1                           | 0                           | 1                           | 7‑3                         | 2                           |
| 1957                         | Кубок СРСР                                   | 1/64                        | 1                           | 0                           | 0                           | 1                           | 1‑2                         | 0                           |
| 1958                         | Кубок СРСР                                   | 1/256                       | 1                           | 0                           | 0                           | 1                           | 1‑4                         | 0                           |
| 1959/60                      | Кубок СРСР                                   | 1/64                        | 2                           | 1                           | 0                           | 1                           | 5‑5                         | 2                           |
| 1961                         | Кубок СРСР                                   | 1/128                       | 2                           | 0                           | 1                           | 1                           | 3‑5                         | 1                           |
| 1962                         | Кубок СРСР                                   | 1/256                       | 1                           | 0                           | 0                           | 1                           | 2‑5                         | 0                           |
| 1963                         | Кубок СРСР                                   | 1/1024                      | 1                           | 0                           | 0                           | 1                           | 1‑2                         | 0                           |
| 1964                         | Кубок СРСР                                   | 1/512                       | 1                           | 0                           | 0                           | 1                           | 1‑2                         | 0                           |
| 1965/66                      | Кубок СРСР                                   | 1/64                        | 1                           | 0                           | 0                           | 1                           | 0‑2                         | 0                           |
| 1966/67                      | Кубок СРСР                                   | 1/2                         | 7                           | 5                           | 1                           | 1                           | 16‑6                        | 11                          |
| 1967/68                      | Кубок СРСР                                   | 1/8                         | 6                           | 4                           | 1                           | 1                           | 9‑4                         | 9                           |
| 1969                         | Кубок СРСР                                   | 1/8                         | 6                           | 4                           | 1                           | 1                           | 12‑5                        | 9                           |
| 1970                         | Кубок СРСР                                   | 1/32                        | 4                           | 2                           | 1                           | 1                           | 1‑2                         | 5                           |
| 1986/87                      | Кубок СРСР                                   | 1/16                        | 3                           | 2                           | 0                           | 1                           | 8‑7                         | 4                           |
| 1987/88                      | Кубок СРСР                                   | 1/32                        | 2                           | 1                           | 0                           | 1                           | 2‑1                         | 2                           |
| 1988/89                      | Кубок СРСР                                   | 1/64                        | 1                           | 0                           | 0                           | 1                           | 1‑3                         | 0                           |
| 1989                         | Кубок РРФСР                                  |                             |                             |                             |                             |                             |                             |                             |
| 1989/90                      | Кубок СРСР                                   | 1/32                        | 2                           | 1                           | 0                           | 1                           | 8‑7                         | 2                           |
| 1990/91                      | Кубок СРСР                                   | 1/64                        | 1                           | 0                           | 0                           | 1                           | 0‑3                         | 0                           |
| 1991/92                      | Кубок СРСР/СНД                               | 1/64                        | 1                           | 0                           | 0                           | 1                           | 2‑3                         | 0                           |
| Чемпіонати Росії, 1992—2016. |                                              |                             |                             |                             |                             |                             |                             |                             |
| 1992                         | Перша ліга Росії, Центр                      | 7                           | 34                          | 15                          | 7                           | 12                          | 70‑47                       | 37                          |
| 1993                         | Перша ліга Росії, Центр                      | 5                           | 38                          | 18                          | 10                          | 10                          | 76‑41                       | 46                          |
| 1994                         | Перша ліга Росії                             | 4                           | 42                          | 21                          | 11                          | 10                          | 65‑48                       | 53                          |
| 1995                         | Перша ліга Росії                             | 10                          | 42                          | 19                          | 4                           | 19                          | 62‑56                       | 61                          |
| 1996                         | Перша ліга Росії                             | 8                           | 42                          | 18                          | 8                           | 16                          | 56‑49                       | 62                          |
| 1997                         | Перша ліга Росії                             | 3                           | 42                          | 21                          | 11                          | 10                          | 58‑35                       | 74                          |
| 1998                         | Перший дивізіон Росії                        | 3                           | 42                          | 21                          | 13                          | 8                           | 58‑32                       | 76                          |
| 1999                         | Перший дивізіон Росії                        | 3                           | 42                          | 25                          | 7                           | 10                          | 74‑39                       | 82                          |
| 2000                         | Перший дивізіон Росії                        | 1                           | 38                          | 28                          | 5                           | 5                           | 78‑27                       | 89                          |
| 2001                         | Вищий дивізіон Росії                         | 8                           | 30                          | 12                          | 5                           | 13                          | 31‑42                       | 41                          |
| 2002                         | Прем'єр‑ліга Росії                           | 16                          | 30                          | 5                           | 8                           | 17                          | 24‑45                       | 23                          |
| 2003                         | Перший дивізіон Росії                        | 9                           | 42                          | 16                          | 14                          | 12                          | 52‑36                       | 62                          |
| 2004                         | Перший дивізіон Росії                        | 3                           | 42                          | 25                          | 8                           | 9                           | 69‑38                       | 83                          |
| 2005                         | Перший дивізіон Росії                        | 22                          | 42                          | 7                           | 10                          | 25                          | 37‑84                       | 25                          |
| 2006                         | ЛФЛ, МФС «Приволжя»                          | 1                           | 24                          | 19                          | 2                           | 3                           | 48‑8                        | 59                          |
| 2006                         | Фінальний турнір, Батайськ, група Б          | 1                           | 4                           | 3                           | 1                           | 0                           | 7‑0                         | 10                          |
| 2006                         | Фінальний турнір, Батайськ, Фінал            | 2                           | 1                           | 0                           | 0                           | 1                           | 2-1                         | 0                           |
| 2007                         | Другий дивізіон Росії, зона «Урал-Поволжя»   | 12                          | 26                          | 9                           | 3                           | 14                          | 22-34                       | 30                          |
| 2008                         | Другий дивізіон Росії, зона «Урал-Поволжя»   | 12                          | 34                          | 12                          | 5                           | 17                          | 49-44                       | 41                          |
| 2009                         | Другий дивізіон Росії, зона «Урал-Поволжя»   | 11                          | 30                          | 10                          | 7                           | 13                          | 30-41                       | 37                          |
| 2010                         | Другий дивізіон Росії, зона «Урал-Поволжя»   | 5                           | 26                          | 13                          | 7                           | 6                           | 39-31                       | 46                          |
| 2011—12                      | Другий дивізіон Росії, зона «Центр»          | 10                          | 39                          | 13                          | 13                          | 13                          | 56-55                       | 52                          |
| 2012—2013                    | Другий дивізіон Росії, зона «Центр»          | 3                           | 30                          | 15                          | 9                           | 6                           | 44-17                       | 54                          |
| 2013—2014                    | Другий дивізіон Росії, зона «Центр»          | 1                           | 30                          | 21                          | 6                           | 3                           | 62-24                       | 69                          |
| 2014—2015                    | Перший дивізіон Росії                        | 12                          | 34                          | 10                          | 11                          | 13                          | 38-41                       | 41                          |
| 2015—2016                    | Перший дивізіон Росії                        | 9                           | 38                          | 14                          | 11                          | 13                          | 43-38                       | 53                          |
| Кубки                        |                                              |                             |                             |                             |                             |                             |                             |                             |
| 1992—93                      | Кубок Росії                                  | 1/64                        | 1                           | 0                           | 0                           | 1                           | 1‑5                         | 0                           |
| 1993—94                      | Кубок Росії                                  | 1/32                        | 3                           | 2                           | 0                           | 1                           | 5‑3                         | 4                           |
| 1994—95                      | Кубок Росії                                  | 1/8                         | 3                           | 2                           | 0                           | 1                           | 8‑4                         | 6                           |
| 1995—96                      | Кубок Росії                                  | 1/64                        | 1                           | 0                           | 0                           | 1                           | 0‑1                         | 0                           |
| 1996—97                      | Кубок Росії                                  | 1/32                        | 1                           | 0                           | 0                           | 1                           | 1‑2                         | 0                           |
| 1997—98                      | Кубок Росії                                  | 1/64                        | 2                           | 1                           | 0                           | 1                           | 4‑3                         | 3                           |
| 1998—99                      | Кубок Росії                                  | 1/16                        | 4                           | 3                           | 1                           | 0                           | 6‑3                         | 10                          |
| 1999—00                      | Кубок Росії                                  | 1/8                         | 3                           | 2                           | 0                           | 1                           | 9‑2                         | 6                           |
| 2000—01                      | Кубок Росії                                  | 1/2                         | 5                           | 3                           | 1                           | 1                           | 15‑6                        | 10                          |
| 2001—02                      | Кубок Росії                                  | 1/4                         | 3                           | 2                           | 0                           | 1                           | 4‑3                         | 6                           |
| 2002—03                      | Кубок Росії                                  | 1/4                         | 2                           | 2                           | 0                           | 1                           | 4‑3                         | 6                           |
| 2003—04                      | Кубок Росії                                  | 1/32                        | 0                           | 0                           | 0                           | 1                           | 0‑2                         | 0                           |
| 2004—05                      | Кубок Росії                                  | 1/16                        | 3                           | 2                           | 0                           | 1                           | 4‑3                         | 6                           |
| 2006                         | Кубок МФС «Приволжя»                         | Переможець                  | 8                           | 5                           | 3                           | 0                           | 15-4                        | 18                          |
| 2007—08                      | Кубок Росії                                  | 1/256                       | 1                           | 0                           | 0                           | 1                           | 0-2                         | 0                           |
| 2008—09                      | Кубок Росії                                  | 1/256                       | 1                           | 0                           | 0                           | 1                           | 0-1                         | 0                           |
| 2009—10                      | Кубок Росії                                  | 1/128                       | 2                           | 1                           | 0                           | 1                           | 4-4                         | 0                           |
| 2010—11                      | Кубок Росії                                  | 1/32                        | 4                           | 3                           | 0                           | 1                           | 7-5                         | 0                           |

### Бомбардири в чемпіонатах Росії
| 1992      | Перша ліга          | Олег Терьохін                                      | 27 |
| 1993      | Перша ліга          | Олег Терьохін                                      | 29 |
| 1994      | Перша ліга          | Леонід Маркевич                                    | 16 |
| 1995      | Перша ліга          | Леонід Маркевич                                    | 15 |
| 1996      | Перша ліга          | Карапет Мікаелян                                   | 20 |
| 1997      | Перша ліга          | Леонід Маркевич                                    | 14 |
| 1998      | Перший дивізіон     | Володимир Лебідь                                   | 15 |
| 1999      | Перший дивізіон     | Михайло Джишкаріані                                | 20 |
| 2000      | Перший дивізіон     | Андрій Федьков                                     | 26 |
| 2001      | Вища ліга           | Андрій Федьков                                     | 14 |
| 2002      | Прем'єр-ліга        | Андрій Федьков                                     | 6  |
| 2003      | Перший дивізіон     | Андрій Федьков                                     | 16 |
| 2004      | Перший дивізіон     | Беслан Аджинджал, Петро Качуро                     | 15 |
| 2005      | Перший дивізіон     | Володимир Романенко                                | 7  |
| 2006      | ЛФЛ, МФС «Приволжя» | Андрій Еськов                                      | 13 |
| 2007      | Другий дивізіон     | Роман Стрижов                                      | 5  |
| 2008      | Другий дивізіон     | Леонід Маркевич, Олександр Нечаєв, Костянтин Іонов | 7  |
| 2009      | Другий дивізіон     | Сергій Родін, Микола Кільдишев                     | 5  |
| 2010      | Другий дивізіон     | Костянтин Жильцов                                  | 6  |
| 2011—12   | Другий дивізіон     | Георгій Смуров                                     | 16 |
| 2012—2013 | Другий дивізіон     | Дмитро Соколов                                     | 10 |
| 2013—2014 | Другий дивізіон     | Олександр Дегтярьов                                | 15 |
| 2014—2015 | Перший дивізіон     | Олександр Дегтярьов                                | 10 |
| 2015—16   | Перший дивізіон     | Олександр Дегтярьов                                | 12 |

## Тренери
| - Юрій Ходотов (1946) - Владислав Ольшанський (1947—1948) - Сергій Плонський (1948) - Петро Осташев (1949, 1971) - Федір Гусєв (1951—1954, 1956) - Леонід Маракуєв (1954) - Лев Корчебоков (1955) - Володимир Івашков (1957—1961) - Василь Жарков (1962—1964) - Борис Яковлєв (1964—1969, 1984—1987) - Олексій Поліканов (1970) - Георгій Мазанов (1970—1971) - Федір Новиков (1972—1974) - Вадим Шпитальний (1974, 1979, 1980, 1981) - Віктор Карпов (1974—1978) - Віктор Бєлов (1978—1979) - Вадим Іванов (1980) - Юрій Стрєлков (1981) | - Юрій Забродін (1982—1984) - Анатолій Іванов (1988) - Олександр Кочетков (1989—1990) - Олександр Корєшков (1990—1996, 2000—2002, 2003—2005) - Микола Кисельов (1996—1997) - Анатолій Раденко (1998) - Володимир Федотов (1998—1999) - Леонід Ткаченко (1999, 2000, 2002—2003) - Володимир Шевчук (2003) - Сергій Павлов (2006—2007) - Анатолій Асламов (в. о. 1998, 2002, 2005) - Костянтин Оленєв (2008—2009) - Олексій Петрушин (2009—2010) - Ігор Меньщиков (2011) - Михайло Дмитрієв (2011—2012) - Ігор Чугайнов (2012—2015) - Валерій Бурлаченко (2015—2016) - Вадим Хафізов (2016—) |

## Відомі футболісти
| - Олександр Корєшков - Олег Терьохін - Андрій П'ятницький - Олег Веретенников - Руслан Балтієв - Андрій Федьков - Дмитро Хлестов - Петро Качуро - Геннадій Близнюк - Олексій Іванов - Беслан Аджинджал | - Платон Захарчук - Максим Шацьких - Сергій Родін - Валентин Спиридонов - Альберт Борзенков - Владислав Дуюн - Геннадій Орбу - Владислав Прудіус - Дмитро Кузнецов - Геннадій Лихачов - Володимир Лебідь | - Андрій Анненков - Юрій Грицина - Михайло Джишкаріані - Олександр Коваль - Раміз Мамедов - Дмитро Тяпушкін - Карапет Мікаелян - Юрій Куліш - Сергій Єпуряну - Віктор Папаєв - Володимир Татарчук - Сенад Репуг |